# Episodi di Andor (seconda stagione)
La seconda e ultima stagione della serie televisiva Andor, composta da dodici episodi, è stata pubblicata sul servizio di streaming on demand Disney+ dal 22 aprile al 13 maggio 2025.
| nº | Titolo originale          | Titolo italiano            | Pubblicazione USA | Pubblicazione Italia |
| -- | ------------------------- | -------------------------- | ----------------- | -------------------- |
| 1  | One Year Later            | Un anno dopo               | 22 aprile 2025    | 23 aprile 2025       |
| 2  | Sagrona Teema             | Sagrona Teema              | 22 aprile 2025    | 23 aprile 2025       |
| 3  | Harvest                   | Il raccolto                | 22 aprile 2025    | 23 aprile 2025       |
| 4  | Ever Been to Ghorman?     | Mai stati su Ghorman?      | 29 aprile 2025    | 30 aprile 2025       |
| 5  | I Have Friends Everywhere | Ho amici dappertutto       | 29 aprile 2025    | 30 aprile 2025       |
| 6  | What a Festive Evening    | Che serata festosa         | 29 aprile 2025    | 30 aprile 2025       |
| 7  | Messenger                 | Messaggero                 | 6 maggio 2025     | 7 maggio 2025        |
| 8  | Who Are You?              | Chi sei?                   | 6 maggio 2025     | 7 maggio 2025        |
| 9  | Welcome to the Rebellion  | Benvenuta nella Ribellione | 6 maggio 2025     | 7 maggio 2025        |
| 10 | Make It Stop              | Falli smettere             | 13 maggio 2025    | 14 maggio 2025       |
| 11 | Who Else Knows?           | Chi altro lo sa?           | 13 maggio 2025    | 14 maggio 2025       |
| 12 | Jedha, Kyber, Erso        | Jedha, Kyber, Erso         | 13 maggio 2025    | 14 maggio 2025       |

## Un anno dopo
- Titolo originale: One Year Later
- Diretto da: Ariel Kleiman
- Scritto da: Tony Gilroy

### Trama
Un anno dopo la rebellione su Ferrix, Cassian si trova su un pianeta della compagnia industriale Sienar per rubare un prototipo di caccia TIE Avenger; grazie all'aiuto di una lavoratrice dell'impianto riesce a salire a bordo, ma a causa dei comandi totalmente diversi dal solito fa scattare l'allarme e fugge faticosamente dopo essersi aperto la strada con la forza. Intanto Bix, Brasso, Wilmon e il droide B2EMO si trovano sul pianeta agricolo Mina-Rau, ospiti non ufficialmente registrati presso una fattoria. Bix ha incubi ricorrenti per le torture subite e attendono il ritorno di Cassian, ma vengono inquietati dalla notizia di un'imminente ispezione da parte dell'Impero. Nel frattempo Mon Mothma è sul suo pianeta natale, Chandrila, intenta a organizzare le nozze della figlia, a cui partecipano anche Luthen e Vel. Tay Kolma la informa di possibili problemi riguardo la sua fondazione, l'organizzazione che serve a coprire i movimenti di crediti per sostenere la ribellione. Sul crinale di Maltheen, una fortezza imperiale, il direttore Orson Krennick presiede una riunione segreta di funzionari imperiali, tra i quali il maggiore Partagaz e il supervisore Dedra Meero, dove ordina di trovare il modo migliore per impadronirsi delle risorse minerarie del pianeta Ghorman, essenziali per i progetti imperiali. Cassian nel frattempo giunge su di un pianeta boscoso dove dovrebbe incontrarsi con un ribelle di nome Porko, ma viene fatto prigioniero da una banda male assortita che scopre guidata dalla ribelle Maya Pei, l'unica in grado di identificare Cassian, che tuttavia è assente. I membri della banda, bloccati lì da due giorni senza cibo, dicono di avere ucciso Porko e litigano tra di loro mentre cercano senza successo di fare partire il caccia con cui è arrivato, arrivando ad uno scontro a fuoco.
- Altri interpreti: Rachelle Diedericks (Niya), Muhannad Ben Amor (Wilmon), Dave Chapman (voce di B2EMO), Joplin Sibtain (Brasso), Claire Brown (Talia), Joshua James (Dott. Gorst), Bronte Carmichael (Leida), Alastair Mackenzie (Perrin Fertha), Jonathan Coy (zio Sordo), Suzanne Bertish (zia Squidna), Pierro Niel-Mee (Erskin Semaj), Ben Miles (Tay Kolma), Laura Marcus (Beela), Sam Gilroy (Gerdis), Benjamin Norris (Bardi), Sonny Poon Tip (Flek), Gloria Obianyo (Snee), Chicho Tche (Snur), Dylan Corbett-Bader (Crab), Fred Haig (Shambo), Tom Durant Pritchard (Osar), Anton Lesser (maggiore Partagaz), Samiah Khan (Tick), Jack Bandeira (Rowd), David Olaniregun (Bayso), Dylan Brady (Neek), Dylan Blore (Nazy), Philip Hill-Pearson (Plug), Eva-Jane Willis (Rika), Declan Baxter (Flu), Akie Kotabe (Musk), Finley Glasgow (Stekan Sculdun), Rosalind Halstead (Runai Sculdun).

## Sagrona Teema
- Diretto da: Ariel Kleiman
- Scritto da: Tony Gilroy

### Trama
Tay Kolma ricatta Mon Mothma facendole intendere di conoscere il suo coinvolgimento con la ribellione. Mon è intenzionata a pagarlo per tacere, ma Luthien ritiene sia un pericolo che non possono lasciare correre. Intanto su Mina-Rau la pattuglia di ispettori imperiali passa nella fattoria dove lavorano Brasso, Wilmon e Bix, il cui capo fa delle avance a quest'ultima. Nel frattempo su Coruscant Dedra dice al maggiore Partagaz di non volere partecipare all'operazione di Ghorman, ma egli le consiglia di ripensarci; Syril Karn invece ha ottenuto una promozione nell'ufficio degli standard, e ora convive con Dedra. Intanto la banda di Maya Pei si divide in due fazioni e si trova in uno stallo: una ha catturato Cassian, l'altra ha occupato il caccia TIE. Dopo una serie di scaramucce, le due fazioni si accordano per risolvere la situazione con una sfida ad una sorta di morra cinese per decidere chi prenderà il comando. Cassian ne approfitta per liberarsi e, mentre la banda è occupata a difendersi dall'attacco di un grosso animale selvatico, raggiunge il caccia e fugge dal pianeta, che si rivela essere Yavin 4.
- Altri interpreti: Gloria Obianyo (Snee), Sonny Poon Tip (Flek), David Olaniregun (Bayso), Sam Gilroy (Gerdis), Philip Hill-Pearson (Plug), Chicho Tche (Snur), Dylan Blore (Nazy), Benjamin Norris (Bardi), Jack Bandeira (Rowd), Samiah Khan (Tick), Dylan Brady (Neek), Akie Kotabe (Musk), Declan Baxter (Flu), Anton Lesser (maggiore Partagaz), Alastair Mackenzie (Perrin Fertha), Alison Pargeter (Aneth), Laura Marcus (Beela), Ryan Pope (Kellen), Joplin Sibtain (Brasso), Muhannad Ben Amor (Wilmon), Richard Dillane (Davo Sculdun), Bronte Carmichael (Leida), Finley Glasgow (Stekan Sculdun), Rosalind Halstead (Runai Sculdun), Pierro Niel-Mee (Erskin Semaj), Ben Miles (Tay Kolma), Dave Chapman (voce di B2EMO), Claire Brown (Talia), Suzanne Bertish (zia Squidna), Jonathan Coy (zio Sordo).

## Il raccolto
- Titolo originale: Harvest
- Diretto da: Ariel Kleiman
- Scritto da: Tony Gilroy

### Trama
Cassian riesce a mettersi in contatto radio con Kleya Marki e, scoprendo che Mina-Rau è stata isolata nelle comunicazioni, decide di dirigersi immediatamente lì. Su Coruscant Dedra e Syril invitano a cena la madre di Syril, Eedy, che ripetutamente umilia il figlio: rimaste sola Dedra la mette in riga dicendo che limiterà la sua influenza sul figlio. Su Chandrila, Mon si confida con la figlia Leida dicendo di essere pronta ad annullare le nozze, ma questa decide di proseguire. Durante i festeggiamenti Luthen lascia intendere a Mon Mothma che intende sbarazzarsi di Tay Kolma poiché troppo pericoloso e la donna si ubriaca per annegare il suo dolore. Mentre  Tay Kolma si allontana, Vel scorge che il suo pilota è Cinta. Nel frattempo su Mina-Rau i fuggiaschi di Ferrix si preparano ad allontanarsi dalla zona venuti a sapere di essere i prossimi per i controlli imperiali, ma i soldati li precedono: il tenente Krole tenta di violentare Bix, ma lei lo uccide dopo una sanguinosa lotta. Brasso viene catturato e poi ucciso mentre tenta di fuggire, mentre Cassian arriva sul TIE Avenger ed elimina tutti i soldati imperiali. Affranti per la morte di Brasso, Cassian, Bix e Wil fuggono dal pianeta sul TIE Avenger. 
- Altri interpreti: Dave Chapman (voce di B2EMO), Joplin Sibtain (Brasso), Claire Brown (Talia), Muhannad Ben Amor (Wilmon), Ryan Pope (Kellen), Bronte Carmichael (Leida), Richard Dillane (Davo Sculdun), Rosalind Halstead (Runai Sculdun), Finley Glasgow (Stekan Sculdun), Alastair Mackenzie (Perrin Fertha), Suzanne Bertish (zia Squidna), Jonathan Coy (zio Sordo), Kathryn Hunter (Eedy Karn), Pierro Niel-Mee (Erskin Semaj), Ben Miles (Tay Kolma), Laura Marcus (Beela), James Craze (sergente Stang), Alex Waldmann (tenente Krole), David Omordia (caporale Pyke), Alison Pargeter (Aneth).

## Mai stati su Ghorman?
- Titolo originale: Ever Been to Ghorman?
- Diretto da: Ariel Kleiman
- Scritto da: Beau Willimon

### Trama
Un anno dopo la fuga da Mina-Rau Cassian e Bix vivono in appartamento sicuro su Coruscant, compiendo missioni per la ribellione su indicazione di Luthen. Bix ha incubi ricorrenti sul suo torturatore di Ferrix, il dottor Gorst, ed è combattutta sullo sporcarsi le mani per la ribellione. Syril invece è stato trasferito su Ghorman come direttore dell'ufficio standard, e viene approcciato dal Fronte Ghorman, un gruppo con antipatie imperiali, che ascolta le sue conversazioni. In realtà egli si trova lì come spia e fa rapporto a Dedra. Mon Mothma intanto cerca inutilmente di far approvare dal senato una legge che contrasti le eccezionali misure repressive attuate su Ghorman per volere dell'Imperatore, tuttavia nessun senatore è disposto a contrastare le volontà imperiali. Nel frattempo Wilmon si trova sul pianeta D'Qar, dove incontra Saw Gerrera e i suoi per istruirli sul funzionamento di un dispositivo per l'estrazione del rhydonium, un carburante per veicoli spaziali estremamente volatile. Luthen, dopo avere saputo dalla sua fonte imperiale dell'interesse verso Ghorman e del coinvolgimento di Dedra, invia Cassian sul pianeta per indagare e mettersi in contatto con il Fronte Ghorman.
- Altri interpreti: Joshua James (dottor Gorst), Kathryn Hunter (Eedy Karn), Caroline Vanier (Leeza), Alaïs Lawson (Enza Rylanz), Théo Costa-Marini (Dilan), Abraham Wapler (Samm), Richard Sammel (Carro Rylanz), Michael Jenn (Supervisore Lagret), Robert Emms (Supervisore Lonni Jung), Jacob James Beswick (Supervisore Heert), Anton Lesser (Maggiore Partagaz), Pierro Niel-Mee (Erskin Semaj), Raphael Roger Levy (Senatore Dasi Oran), Philippe Spall (Sunif Brecanti), Thierry Godard (Lezine), Ella Pellegrini (Dreena), Ewens Abid (Tazi), Alex Skarbek (Capso), Aidan Cook (Two Tubes), Muhannad Ben Amor (Wilmon), Forest Whitaker (Saw Gerrera), Marc Rissmann (Pluti).

## Ho amici dappertutto
- Titolo originale: I Have Friends Everywhere
- Diretto da: Ariel Kleiman
- Scritto da: Beau Willimon

### Trama
Cassian arriva su Ghorman, con l'identità di copertura di uno stilista, e discute con il capo del Fronte Ghorman, il politico locale Carro Rylanz. Egli spiega che l'impero sta costruendo un'armeria nel centro della capitale, grazie alle informazioni sulle spedizioni ricevute da Syril. In realtà si tratta di un piano concordato con Dedra e con il maggiore Partagaz, per attirare quanti più ribelli possibile su Ghorman, facendo loro credere di poter ottenere una facile vittoria, ma di fatto tendendo una trappola. Cassian è tuttavia scettico sulla proposta di attaccare le spedizioni imperiali e decide di tornare su Coruscant. Nel frattempo Wilmon addestra un ribelle di Gerrera all'uso del dispositivo, ma Saw scopre che è una spia imperiale, lo uccide e accoglie Wilmon nel proprio gruppo. Luthen intanto ha una discussione con Kleya poiché una delle tante microspie introdotte nei manufatti storici che vende sta per essere scoperta da Davo Sculdun, e deve essere rimossa al più presto. Bix nel frattempo fa uso di psicofarmaci per poter dormire e riceve la visita di Luthen che cerca di convincerla a tornare in azione.
- Altri interpreti: Elizabeth Dulau (Kleya Marki), Richard Dillane (Davo Sculdun), Mia Soteriou (Mishko), Pui Fan Lee (Niki), Elliott Rennie (Bon), Kathryn Hunter (Eedy Karn), Alaïs Lawson (Enza Rylanz), Théo Costa-Marini (Dilan), Kurt Egyiawan (Grymish), Caroline Vanier (Leeza), Richard Sammel (Carro Rylanz), Muhannad Ben Amor (Wilmon), Marc Rissmann (Pluti), Abraham Wapler (Samm), Ewens Abid (Tazi), Alex Skarbek (Capso), Ella Pellegrini (Dreena), Stefan Crepon (Thela), Ruby Wax (Moffi/Toffi), Anton Lesser (Maggiore Partagaz), Forest Whitaker (Saw Gerrera), Aidan Cook (Two Tubes).

## Che serata festosa
- Titolo originale: What a Festive Evening
- Diretto da: Ariel Kleiman
- Scritto da: Beau Willimon

### Trama
Cassian fa rapporto a Luthen sostenendo che i ribelli di Ghorman siano inesperti e frettolosi, e ci discute animatamente dopo avere scoperto che è passato da Bix in sua assenza. Luthen è in disaccordo con il suo giudizio e invia Vel e Cinta per aiutare il Fronte Ghormano ad assaltare il trasporto imperiale, le quali hanno modo di riconciliarsi. La rapina, osservata a distanza da Syril che riporta direttamente a Dedra e Partagaz, ha successo, ma Cinta rimane uccisa da un colpo partito per errore da un ribelle. Nel frattempo, al party organizzato da Davo Sculdun per celebrare la sua nomina a senatore Krennic e Mothma si trovano ad avere uno scontro ideologico, mentre Kleya, forzando l'aiuto di Lonni Jung, ne approfitta per rimuovere la microspia della collezione di Sculdun. Intanto Bix si intrufola nel nuovo ufficio di Gorst, lo sottopone alla sua stessa tortura, quindi con l'aiuto di Cassian fa esplodere l'edificio.
- Altri interpreti: Elizabeth Dulau (Kleya Marki), Théo Costa-Marini (Dilan), Lee Ross (Kloris), Alastair Mackenzie (Perrin Fertha), Anton Lesser (Maggiore Partagaz), Robert Emms (Supervisore Lonni Jung), Jacob James Beswick (Supervisore Heert), Alaïs Lawson (Enza Rylanz), Ewens Abid (Tazi), Abraham Wapler (Samm), Caroline Vanier (Leeza), Richard Sammel (Carro Rylanz), Ella Pellegrini (Dreena), Alex Skarbek (Capso), Pierro Niel-Mee (Erskin Semaj), Benjamin Bratt (Bail Organa), Richard Dillane (Davo Sculdun), Rosalind Halstead (Runai Sculdun), Aidan Cook (Strang), Nicholas Day (Cleave), Mia Soteriou (Mishko), Michael Jenn (Supervisore Lagret), Jos Slovick (Tenente Moy), Thierry Godard (Lezine), Joshua James (dottor Gorst).

## Messaggero
- Titolo originale: Messenger
- Diretto da: Janus Metz
- Scritto da: Dan Gilroy

### Trama
Un anno dopo l'inizio della ribellione su Ghorman, Cassian e Bix si trovano alla base ribelle di Yavin, dove vengono raggiunti da Wilmon che, su richiesta di Luthen, chiede a Cassian di seguirlo su Ghorman per uccidere Dedra. Sul pianeta vige ormai una legge marziale e il maggiore Partagaz informa Dedra che il minerale contenuto nel pianeta è stato dichiarato essenziale e verranno perciò avviate a breve le opere di estrazione, causando l'inabitabilità del pianeta stesso. Syril, all'oscuro dei veri piani imperiali, tenta di mediare presso la cellula dei ribelli, ma senza successo. Spinta da Bix, su Yavin Cassian incontra una guaritrice sensibile alla Forza, la quale avverte la grandezza del suo essere: ella confida a Bix come lui sia una sorta di messaggero, alla ricerca di un posto dove esistere. Mentre Vel fa visita a Bix chiedendole di fare pressioni su Cassian perché sia più disciplinato, Wilmon e Cassian arrivano su Ghorman: il primo si unisce alla cellula dei ribelli, mentre Cassian prende una stanza all'albergo che si affaccia sul complesso imperiale per studiare la situazione.
- Altri interpreti: Muhannad Bhaier (Wilmon), Anton Lesser (Maggiore Partagaz), Kurt Egyiawan (Grymish), Jonjo O'Neill (Capitano Kaido), Lee Ross (Kloris), Pierro Niel-Mee (Erskin Semaj), Raphael Roger Levy (Senatore Dasi Oran), Théo Costa-Marini (Dilan), Alaïs Lawson (Enza Rylanz), Richard Sammel (Carro Rylanz), Ella Pellegrini (Dreena), Caroline Vanier (Leeza), Abraham Wapler (Samm), Alex Skarbek (Capso), Ewens Abid (Tazi), Stefan Crepon (Thela), Thierry Godard (Lezine), Josie Walker (guaritrice della Forza), Alistair Petrie (Generale Davits Draven), Tomi May (Sergente Bloy).

## Chi sei?
- Titolo originale: Who Are You?
- Diretto da: Janus Metz
- Scritto da: Dan Gilroy

### Trama
La situazione su Ghorman precipita rapidamente quando l'Impero apre la piazza centrale che si affaccia sull'edificio imperiale. I ribelli di Ghorman, con canti patriottici, si radunano nella piazza insieme ai cittadini, nonostante Carro Rylanz cerchi inutilmente di fermarli pensando ad una trappola. Carro s'imbatte in Syril e lo accusa di avere distrutto Ghorman per rubare loro qualche risorsa. Questi, turbato dalle accuse, entra nell'edificio imperiale e fronteggia Dedra, che conferma infine i piani segreti imperiali, facendo allontanare Syril che rimane sconcertato dalla verità. Intanto il maggiore Partagaz fa procedere il piano: un cecchino imperiale colpisce a tradimento un soldato imperiale, scatenando un feroce scontro a fuoco nella piazza. Nel caos della battaglia Cassian, rimasto in disparte nella piazza per osservare la situazione, scorge un'opportunità per uccidere dalla distanza Dedra, ma viene fermato da Syril che lo scorge per caso nella folla. I due lottano violentemente e Syril ha la meglio, ma prima di sparare a Cassian ha un momento di esitazione quando questi si chiede chi egli sia: l'esitazione gli è fatale poiché viene ucciso da Carro Rylanz. Mentre si consuma una vera e propria strage, Cassian si ricongiunge a Wilmon, che tuttavia dice di non volere partire con lui poiché innamoratosi di Dreena, una dei ribelli. Mentre discutono i due vengono attaccati da un droide KX, ma vengono salvati da un altro ribelle che lo mette fuori combattimento investendolo con un mezzo imperiale. Cassian parte infine da solo portandosi dietro il droide KX fuoriuso.
- Altri interpreti: Jonjo O'Neill (Capitano Kaido), Tomi May (Sergente Bloy), Muhannad Bhaier (Wilmon), Ella Pellegrini (Dreena), Ewens Abid (Tazi), Abraham Wapler (Samm), Caroline Vanier (Leeza), Théo Costa-Marini (Dilan), Alex Skarbek (Capso), Anton Lesser (Maggiore Partagaz), Kathryn Hunter (Eedy Karn), Richard Sammel (Carro Rylanz), Alaïs Lawson (Enza Rylanz), Thierry Godard (Lezine), Stefan Crepon (Thela), Kurt Egyiawan (Grymish).

## Benvenuta nella Ribellione
- Titolo originale: Welcome to the Rebellion
- Diretto da: Janus Metz
- Scritto da: Dan Gilroy

### Trama
Mon pianifica di pronunciare un discorso al Senato in cui smentire la narrazione imperiale sugli eventi accaduti su Ghorman, per poi fuggire su Yavin. Bail Organa decide di non seguirla, ma incoraggia la sua fuga e le fornisce una squadra di agenti per portarla al sicuro. Luthen scopre da Jung che la squadra di Organa è compromessa e incarica Cassian di aiutarla a fuggire dopo il suo discorso, dicendo che lui resterà su Coruscant. Mon è tuttavia riluttante a fidarsi di Luthen per i suoi sotterfugi e per la decisione di far uccidere Kolma. L'indomani, con l'aiuto di Organa che sfrutta un cavillo legislativo, Mon riesce a intervenire al Senato e a pronunciare il suo discorso nonostante i tentativi imperiali di interromperlo, denunciando il genocidio su Ghorman e accusando direttamente l'imperatore. L'ISB ne ordina l'arresto, ma Cassian riesce a portarla in salvo dopo avere ucciso la spia dell'ISB e l'autista di Mon, anch'egli una spia. Una volta ricongiunti agli altri ribelli, Cassian accompagna Dreena e Wilmon, che necessita di cure mediche, su Yavin, mentre Mon rimane indietro con Kleya per parlare pubblicamente ai ribelli. Tornato a casa, Cassian decide di lasciare la Ribellione e iniziare una nuova vita con Bix, ma lei se ne va durante la notte, lasciandogli un messaggio per dirgli di restare con la Ribellione in quanto indispensabile per vincere, e che lei lo ritroverà quando avranno avuto successo. Nel frattempo i tecnici ribelli riescono a riprogrammare il droide KX recuperato da Cassian per metterlo al loro servizio.
- Altri interpreti: Benjamin Bratt (Bail Organa), Raphael Roger Levy (Senatore Dasi Oran), Pierro Niel-Mee (Erskin Semaj), Ragevan Vasan (Attendente Felzonis), Michael Jenn (Supervisore Lagret), Lee Ross (Kloris), Ana Ularu (Beska), Akshay Khanna (Selko), Beru Tessema (Charval), James Northcote (Pono), Caitlin Nicholas (Senatrice Gane/Senatrice Nico), Nicholas Blane (Senatore Karloo), Jane Bertish (Senatore Erveen), Amara Okereke (Jeen), Duncan Pow (Melshi), Muhannad Bhaier (Wilmon), Ella Pellegrini (Dreena), Alistair Petrie (Generale Davits Draven), Tim Plester (Fay Drolla).

## Falli smettere
- Titolo originale: Make It Stop
- Diretto da: Alonso Ruizpalacios
- Scritto da: Tom Bissell

### Trama
È passato un anno dalla fuga di Mon Mothma da Crouscant e la vicenda è giunta all'anno 1 BBY. Il supervisore Lonni Jung incontra Luthen dicendo che ormai è compromesso, ma è riuscito ad entrare nell'archivio personale di Dedra facendo una scoperta: l'Impero sta progettando una super-arma utilizzando le risorse di Ghorman, i cristalli kyber di Jedha e lo scienziato Galen Erso. Luthen uccide Jung e riferisce tutto a Kleya dicendole di mettersi al sicuro, quindi si reca nel suo negozio e comincia a distruggere le attrezzature e prove. Nel mentre Dedra si presenta alla porta mostrandogli l'unità Starpath rubata da Cassian tempo prima, quindi gli intima di arrendersi poiché l'edificio è circondato. Luthen tenta di uccidersi con un pugnale, ma viene soccorso e trasferito in ospedale per essere curato e quindi interrogato. Kleya, che ha assistito alla scena, si reca nell'appartamento usato come rifugio mentre ripensa a quando conobbe Luthen, un ex militare che disertò dopo un massacro su un pianeta, dove la salvò e le fece da padre adottivo e mentore agli albori della ribellione. Mentre il supervisore Heert arresta Dedra su ordine di Partagaz, Kleya si reca nell'ospedale dove si trova Luthen e, dopo avere causato un diversivo, entra nella sua stanza e stacca le macchina che lo tiene in vita.
- Altri interpreti: Robert Emms (Supervisore Lonni Jung), Jacob James Beswick (Supervisore Heert), Jonathan Oldfield (Attendente Joydali), Michael Jenn (Supervisore Lagret), Anton Lesser (Maggiore Partagaz), Caoilfhionn Dunne (Lepori), Jacob Avery (soldato Moros), April V Woods (Kleya da giovane), Bailey Patrick (Caporale Amari), Pandora Colin (dott.ssa Braider), Juliet Cowan (Tinch), Jem Wall (Grenwig).

## Chi altro lo sa?
- Titolo originale: Who Else Knows?
- Diretto da: Alonso Ruizpalacios
- Scritto da: Tom Bissell

### Trama
Dedra viene interrogata dal direttore Krennic che la accusa di essere una spia ribelle poiché ha accumulato documenti non direttamente rivolti a lei e scoperto inavvertitamente i dettagli della Morte Nera letti poi da Jung. Dedra si difende dicendo che lo ha fatto per riuscire a catturare Luthen. Intanto il supervisore Heert indaga sull'intrusione all'ospedale e scopre dalle telecamere che è stata Kleya a provocarlo, diramando un avviso di ricercata su vasta scala. Nel frattempo lei si è rifugiata nell'appartamento un tempo usato da Cassian, dove attiva una trasmittente per mandare un segnale di aiuto. Wilmon, su Yavin, riceve il messaggio e avvisa Cassian, il quale parte per Coruscant assieme al droide KX riprogrammato e a Melshi, suo ex compagno di prigione su Narkina 5 e ora un ribelle. Heert, su suggerimento di Dedra, riesce a tracciare le comunicazioni cifrate tra Kleya e Cassian e a individuare la posizione dell'appartamento. Cassian e Melshi raggiungono Kleya, ma nel frattempo un plotone di truppe imperiali al comando di Heert li sta raggiungendo.
- Altri interpreti: Jacob James Beswick (Supervisore Heert), Jonathan Oldfield (Attendente Joydali), Tim Bentinck (dott. Recklaw), Jos Slovick (Tenente Moy), Muhannad Bhaier (Wilmon), Ella Pellegrini (Dreena), Duncan Pow (Melshi), Anton Lesser (Maggiore Partagaz), Alistair Petrie (Generale Davits Draven), Terique Jarrett (Tenente Poyle), Caoilfhionn Dunne (Lepori), Louis Martin (Sergente Benzi), Andrew Brooke (Sergente Gharial).

## Jedha, Kyber, Erso
- Diretto da: Alonso Ruizpalacios
- Scritto da: Tom Bissell

### Trama
Kleya riferisce a Cassian e Melshi quanto ha scoperto, ma nell'uscire dall'appartamento s'imbattono nelle truppe imperiali. Kleya viene ferita da una granata stordente, ma i tre vengono salvati dal droide KX riprogrammato K-2SO che elimina i soldati. Il maggiore Partagaz, ritenuto responsabile della fuga dei ribelli, si suicida prima di essere arrestato dopo avere ascoltato il manifesto della Ribellione scritto da Karis Nemik, ormai diffusosi ovunque. Cassian e gli altri tornano su Yavin dove riferiscono al consiglio direttivo della Ribellione quanto scoperto, ma non tutti credono alle sue parole poiché non si fidano di Luthen. Mon Mothma contatta Saw Gerrera che si trova su Jedha dove cerca di contrastare l'attività di estrazione dei cristalli Kyber da parte dell'Impero, ma egli rifiuta di collaborare. Cassian viene inviato su Kafrene, per incontrarsi con l'informatore Tivik, mentre Dedra Meero è rinchiusa in un campo di lavoro simile a Narkina 5. Nel frattempo Bix si è rifugiata su Mina-Rau, dove si è ricongiunta al droide B2EMO e tiene in braccio un neonato, presumibilmente figlio suo e di Cassian.
- Altri interpreti: Duncan Pow (Melshi), Anton Lesser (Maggiore Partagaz), Andrew Brooke (Sergente Gharial), Jacob James Beswick (Supervisore Heert), Louis Martin (Sergente Benzi), Forest Whitaker (Saw Gerrera), Alistair Petrie (Generale Davits Draven), Benjamin Bratt (Bail Organa), Terique Jarrett (Tenente Poyle), Eric MacLennan (Tenzigo Weems), James Henri-Thomas (Ammiraglio Raddus), Muhannad Bhaier (Wilmon), Sharon Duncan-Brewster (Senatrice Pamlo), Jonathan Aris (Senatore Nower Jebel), Alex Lawther (Karis Nemik), Michael Jenn (Supervisore Lagret), Belle Swarc (Kerri), Derek Arnold (Pao), Ella Pellegrini (Dreena), Alastair Mackenzie (Perrin Fertha), Rosalind Halstead (Runai Sculdon), Josie Walker (guaritrice della Forza), Dave Chapman (voce di B2EMO), Claire Brown (Talia).